# Teet Kask

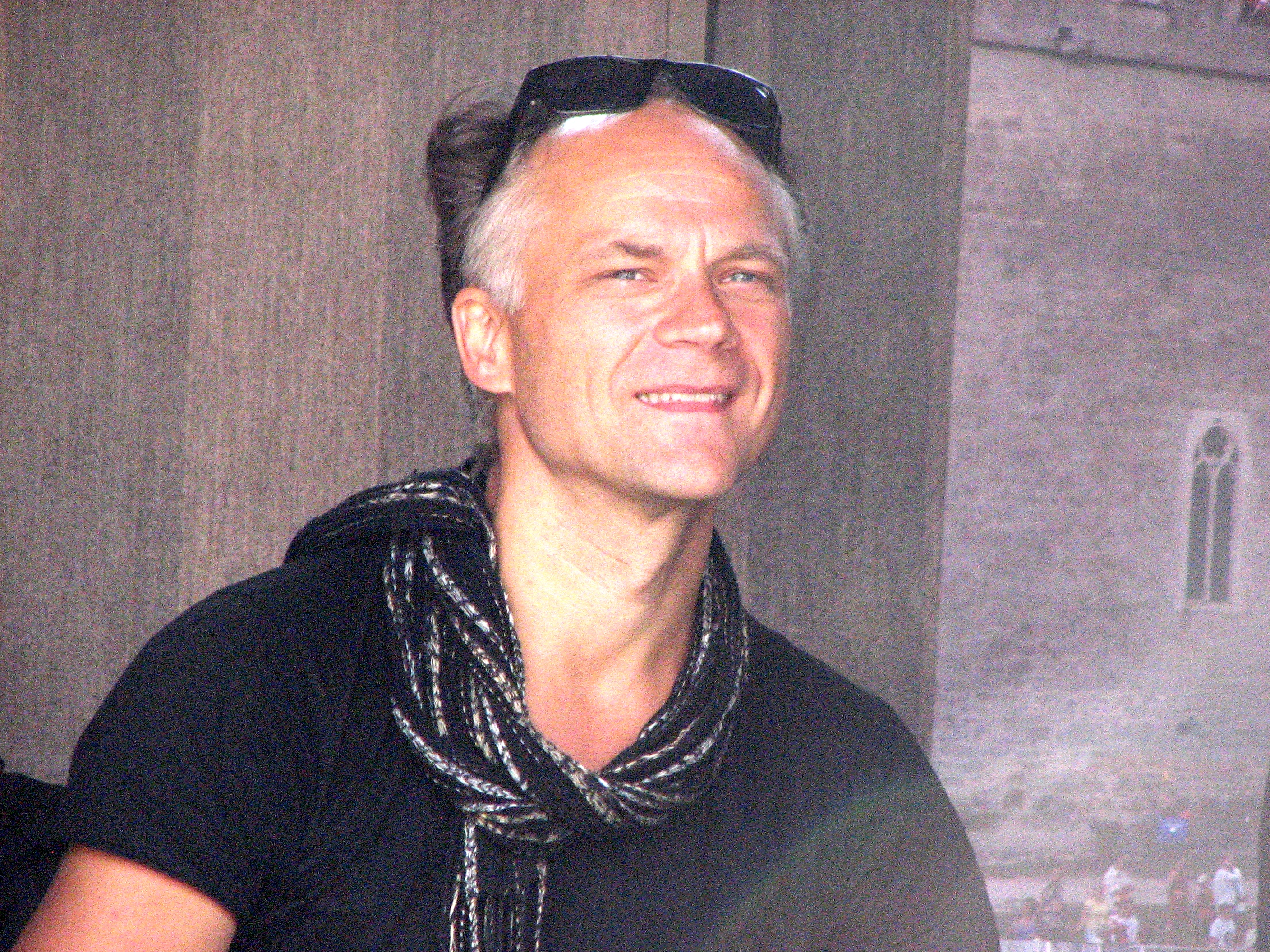
Teet Kask

Teet Kask (* 8. Mai 1968 in Pärnu) ist ein estnischer Ballett-Tänzer und Choreograf.
Teet Kask schloss 1986 die staatlichen Choreographieschule (Eesti Riiklik Koreograafiline Kool) in der estnischen Hauptstadt Tallinn ab. Anschließend war er von 1986 bis 1989 an der Nationaloper Estonia, von 1989 bis 1990 an der Königlichen Oper in Stockholm und von 1990 bis 2004 bei Den Norske Opera & Ballett als Tänzer engagiert. Als freier Choreograph ist er seit 1996 tätig.
Beim Eurovision Song Contest 2002 war seine Choreografie zu dem Stück Rebirth für die Runo Dance Company als Pausenfüller zu sehen.